# 煤

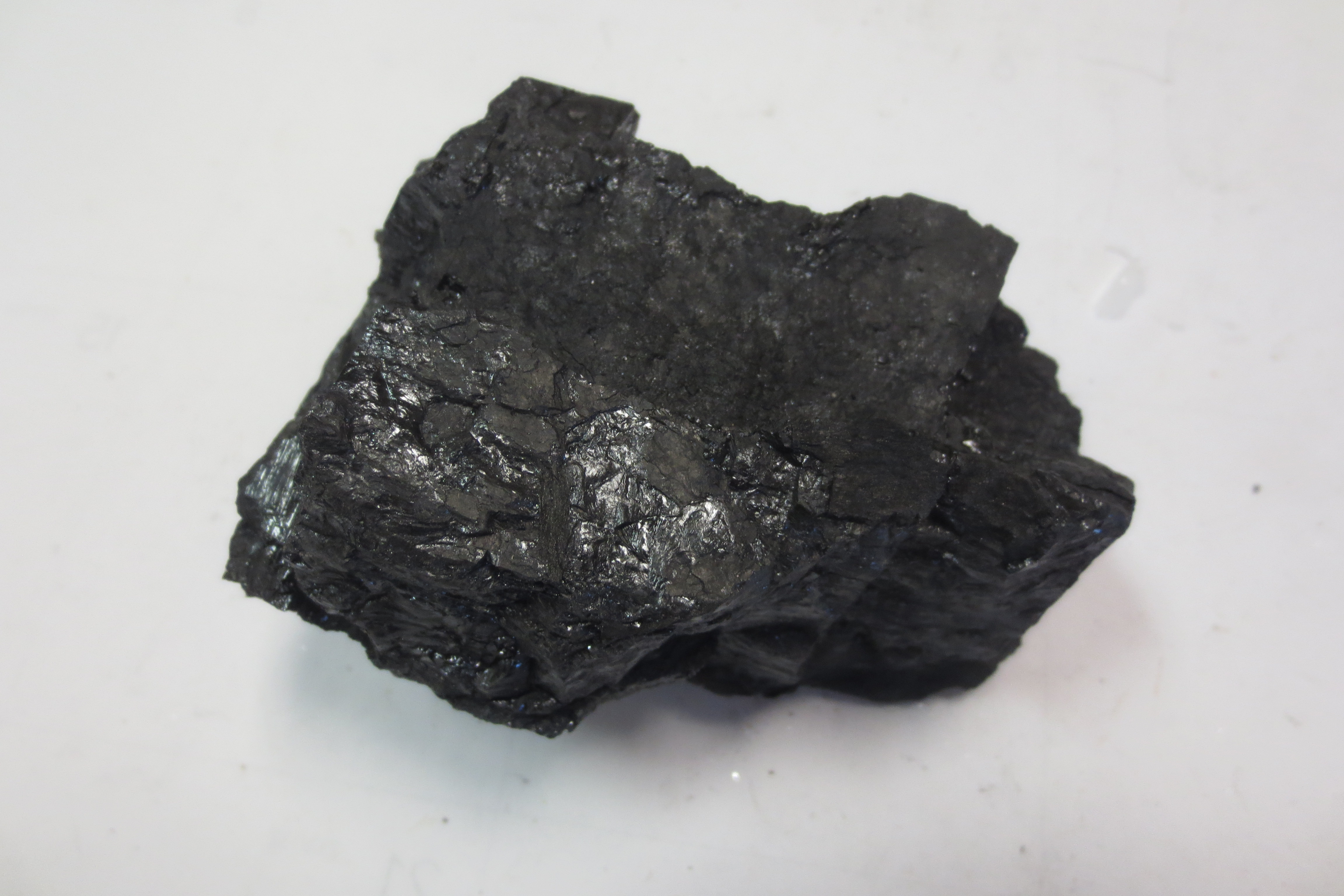
煤炭

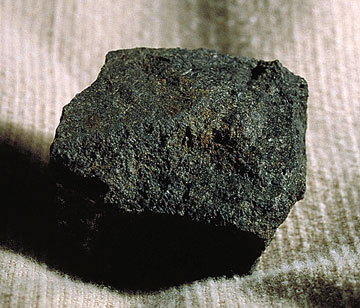
烟煤

煤也称煤炭或石炭，是一种可燃的黑色或棕黑色沉积岩，通常是存在于被称为煤床或煤层的岩石地层中或矿脉中。因为后来暴露于升高的温度和压力下，较硬形式的煤可以被认为是变质岩，例如无烟煤。煤主要是由碳构成，连同由不同数量的其它元素构成，主要是氢、硫、氧和氮。
在历史上，煤被用作能源资源，主要是燃烧用于生产电力和热，并且也可用于工业用途，例如精炼金属，或生产化肥和许多化工产品。作为一种化石燃料，煤的形成是古代植物在腐敗分解之前就被埋在地底，转化成泥炭，然后转化成褐煤，然后为次烟煤，之后烟煤，最后是无烟煤。煤產生之碳氫化合物经过地壳运动，空气的压力和温度条件下作用，产生的碳化化石矿物，亦即煤炭就是植物的化石，多半來自於石炭紀至二疊紀時期的煤炭森林。这涉及了很长时期的生物和地质过程。

## 发现历史

### 中国
古代中国历史典籍中，煤被称为『石炭』、『乌薪』、『黑金』、『燃石』。《山海经》中最早记录了煤的存在，被称为『石涅』。煤炭也是中华地区最早开采利用的能源之一，古代东北地区抚顺民居火炕中、中原地区炼铁的遗址中，都发现过燃烧的煤炭和未燃烧的煤饼。
徐珂《清稗類鈔·物品·銀骨炭》、《紅樓夢》第五十三回載有「銀霜炭」，無煙，難燃，不易熄，或為無煙煤。

## 成分

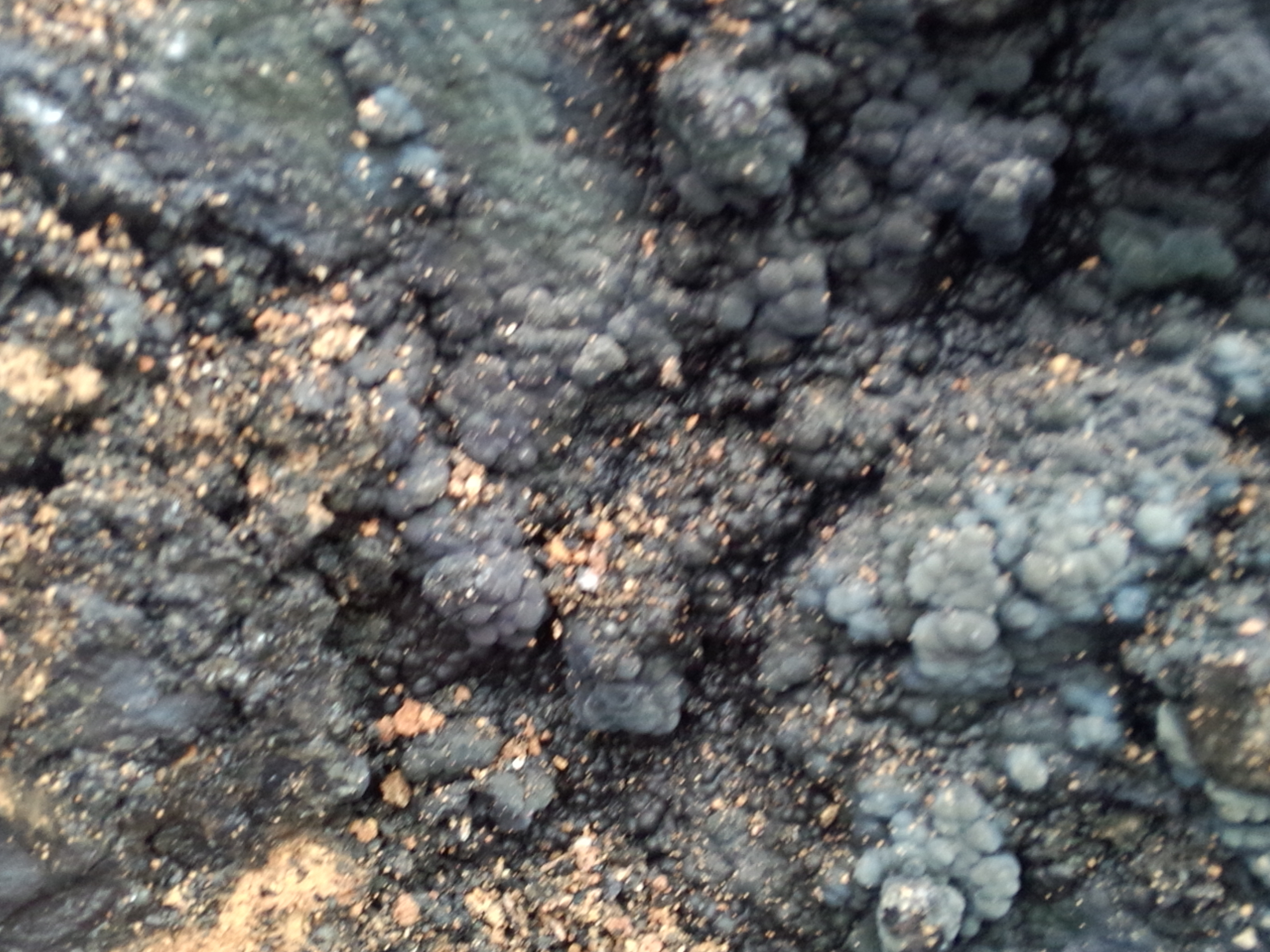
现有沼泽中的泥炭。

煤炭化学结构的例子

煤其主要成分為碳、氫、氧和少量的氮、硫或其它元素。硫是煤最主要雜質之一，其通常以硫化物之形式出現於煤的燃燒生成物中。於某些國家，例如美國已設立規範管制硫化物之排放量，因除去此類有害雜質花費不低，故政府均獎勵生產低硫煤以減少污染。
煤被認為是远古植物遗骸埋在地层下经过泥炭→褐煤→次烟煤→煙煤→无烟煤的转变所形成的，无烟煤还可以进一步转化为石墨。

## 分类
根据其碳化程度不同分类，可以依次分为泥炭、褐煤（棕褐煤、黑褐煤）、次煙煤（亞煙煤）、烟煤（生煤）、无烟煤、亞煤(褐煤的一種，是日本的特有分類）。无烟煤碳化程度最高，泥炭碳化程度最低。
根据其岩石结构不同分类，可以分为烛煤、丝炭、暗煤、亮煤和镜煤。含有95%以上镜质体的为镜煤，煤表面光亮，结构坚实，含有镜质体和亮质体的为亮煤，含粗粒体的为暗煤，含丝质体的为丝炭，由许多小孢子形成的微粒体组成的为烛煤。
根据煤中含有的挥发性成分多少来分类，可以分为贫煤（无烟煤，含挥发分低于12%）、瘦煤（含挥发分为12-18%）、焦煤（含挥发分为18-26%）、肥煤（含挥发分为26-35%）、气煤（含挥发分为35-44%）和长焰煤（含挥发分超过42%）。其中焦煤和肥煤最适合用于炼焦碳，挥发分过低不粘结，过高会膨胀都无法用于炼焦，但一般炼焦要将多种煤配合。
1989年10月，中華人民共和國国家标准局发布《中国煤炭分类国家标准》（GB5751-86），依据干燥无灰基挥发分Vdaf、粘结指数G、胶质层最大厚度Y、奥亚膨胀度b、煤样透光性P、煤的恒湿无灰基高位发热量Qgr，maf等6项分类指标，将煤分为14类。即褐煤、长焰煤、不粘煤、弱粘煤、1／2中粘煤、气煤、气肥煤、1／3焦煤、肥煤、焦煤、瘦煤、贫瘦煤、贫煤和无烟煤。
按终端用途，一般生产的煤炭可分为两种：焦煤与电煤，均属于广义范围的烟煤与次烟煤。焦煤与电煤市场的经营彼此相对独立。

## 品质鉴定
对煤的品质鉴定，还要根据其发热量、灰分（不能燃烧的部分）和含硫量等因素，根据起始用途来确定。如果用做燃料，含硫高则会燃烧产生二氧化硫污染大气，必须要增加脱硫的成本，用做炼焦，膨胀系数也是一个主要因素。

## 優缺點
- 優點：煤炭資源量豐富，且因世界各地都有煤炭礦藏，因此開採及供給皆很穩定，價錢也較石油及天然氣便宜。
- 缺点：煤炭的发热量比石油或天然气小，煤炭在燃烧时，所排放出的二氧化碳量高于石油及天然气。产量有限，是不可再生能源。

## 用途

### 煤做为燃料

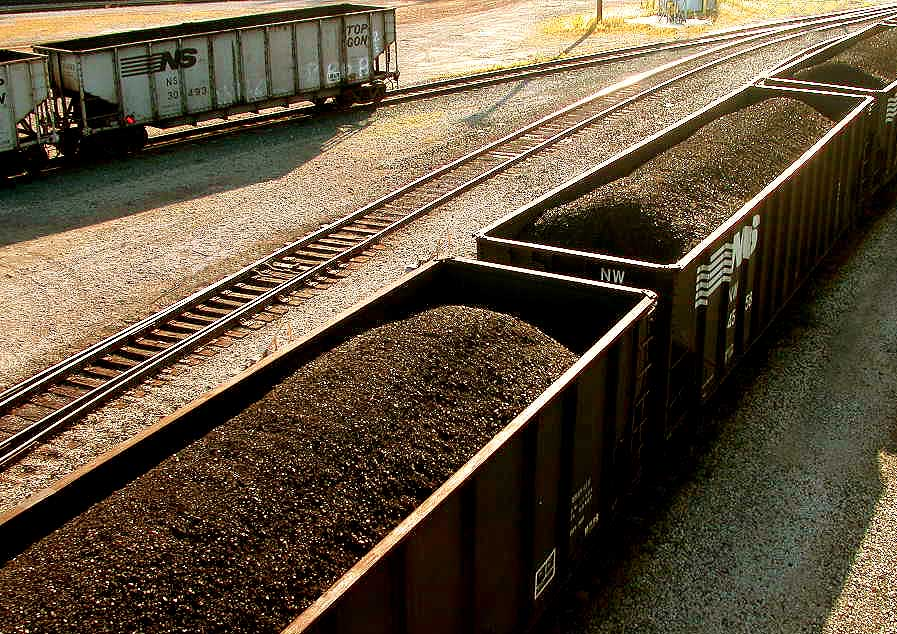
運載煤的火車

煤用于炼焦，可以产生煤焦油及氨水。焦碳是用于炼铁的重要原料。煤焦油可提取多种工业用的重要化合物。很多人以為煤氣是從煤製造出來的，但事實是煤氣是從原油提煉出來的石腦油再加以提煉而成的。煤也可以直接汽化，生成水煤气（一氧化碳和氢的混合物），直接用做清洁燃料。
煤，尤其是烟煤（任何挥发分较高的煤）直接作为燃料会冒出黑烟，浪费其中挥发分并造成大气污染，英国由于气候多雾，对污染尤其敏感，早在20世纪初即颁布法律禁止将原煤直接作为燃料，只能燃烧焦碳或半焦。

#### 煤灰
煤在火力發電廠等鍋爐燃燒後80%會產生煤灰（英語：Coal combustion products），煤灰的金屬成分包括：鋁、鐵、鈣、鎂、鉀、鈉及鈦等金屬，或非金屬成分矽、硫等氧化物，煤灰中有80.4%是煙囪中的飛灰，19.6%是火力發電廠鍋爐底渣。燃煤火力發電廠使用灰塘進行掩埋，但因環境污染與建設經費高昂已開始轉型將煤灰作為循環再利用，台灣電力公司的煤灰再利用率為60%，回收再利用主要應用於水泥（95.2%）、混泥土（4.1%）、道路基材（0.1%），無法回收利用部分仍採用灰塘法，用擠壓方式將煤灰打入地下十五公尺進行掩埋，造成地下水與海洋污染。民營的和平電力股份有限公司處理煤灰，已經不需要建設灰塘或海拋的方式，全部供作水泥之原料，避免污染海洋。

### 焦煤和焦炭利用

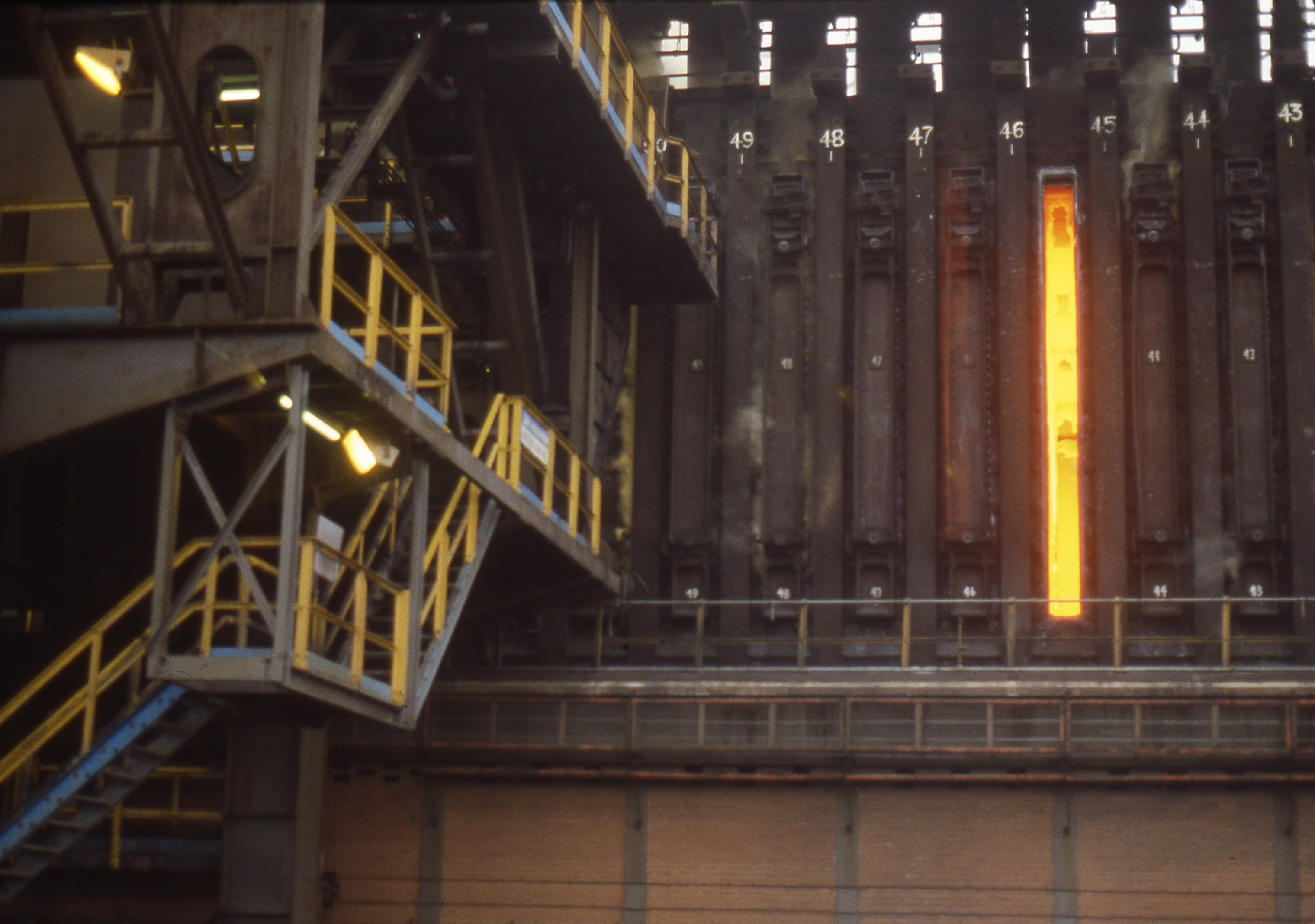
无烟燃料工厂的焦碳炉，位于英国威尔士。

焦碳作为炼铁的重要原料，对生铁的质量有关键的作用，如果含硫和磷高，会严重降低生铁质量，灰分高会降低热值。因此用于炼焦的煤必须经过洗选，以降低其灰分和硫含量。炼出的焦碳必须选大块坚实的，不能在高炉中被压碎，以便可以通风。选出的碎焦只能做燃料，碎焦做燃料发热量大，不冒烟，是很好的燃料。

### 煤的气化
煤气化可用于产生合成气，这是一种一氧化碳(CO)和氢气(H2)气体的混合物。通常合成气被用于燃烧于燃气轮机产生电力，但是，通过费托合成工艺，合成气的通用性也允许它被转换成运输燃料如汽油和柴油。煤气化联合费托技术目前被南非的萨索尔化学公司使用，从煤和天然气生产汽车用的燃料。

### 煤的液化
煤液化被用来从煤生产液体合成燃料: 甲烷，和石油化工产品。煤液化分为直接液化和间接液化两种。直接液化意味着碳化和氢化。间接液化就是先把煤进行气化，生成水煤气，再合成乙烷、乙醇等燃料，也可以进一步合成燃油。

### 水煤浆
水煤浆燃料是悬浮在水中的细煤颗粒的可燃混合物。是由大约65%的煤、34%的水和1%的添加剂通过物理加工得到的一种低污染、高效率、可管道输送的代油煤基流体燃料。它改变了煤的传统燃烧方式，显示出了巨大的环保节能优势。尤其是近几年来，采用废物资源化的技术路线后，研制成功的环保水煤浆，可以在不增加费用的前提下，大大提高了水煤浆的环保效益，它可用于为锅炉，燃气轮机，柴油发动机以及供暖和发电站供电。
特点
水煤浆燃料由许多因素决定，包括其粘度，粒度，沉降速率，点火温度（800-850°C [1,470-1,560°F]），燃烧温度（950-1,150°C [ 1,740-2,100°F]），灰分含量和热值（3700-4700  千卡/千克）。根据煤种不同，选用不同品种与系列的添加剂制备水煤浆，气化用水煤浆浓度为60~65%。
当水煤浆燃料燃烧时，超过百分之九十九的碳含量被消耗[ 引证需要 ]。燃烧时火焰中心温度较低，燃烧效率高，烟尘、SO2及NOX排放量都低于燃油和燃煤。水煤浆燃料具有防火和防爆功能[ 引证需要 ]。锅炉的灰分含量低于10％是理想的。对于柴油发动机，没有限制。
制作
水煤浆燃料的生产涉及将煤或煤泥粉碎成直径在10到65微米之间的颗粒（可以使用标准破碎机）湿磨和均质化（根据需要添加添加剂）。然后制备所得产物（煤浆）用于中间储存或运输。
大颗粒水煤浆燃料可用于在锅炉中产生蒸汽。较小（低于80微米）的颗粒煤 - 水浆料燃料可用于具有或不具有共燃料的柴油发动机中。例如，低速船用或模块化发电厂柴油机可以在纯水煤浆燃料上运行，而中速柴油机如机车发动机可能需要柴油2作为共燃料，其将用作点火源。已经在联合循环燃气轮机发电厂中试验了非常小（5至10微米）的颗粒煤 - 水浆料燃料。较小尺寸的颗粒在使用中更通用但更难以生产。
气化喷嘴
喷嘴是水煤浆气化技术的核心。喷嘴性能好坏，将直接影响气化反应结果、耐火砖及其喷嘴自身的使用寿命。水煤浆气化喷嘴由于受到煤浆中煤颗粒对材料的快速冲刷，喷嘴材料极易磨损，喷嘴的使用寿命仅为3个月，喷嘴的使用寿命直接影响着气化装置的长周期稳定运行。未來將研究开发出新型耐磨水煤浆气化喷嘴。
原型
将煤转化为液体形式可以简化燃料的输送和分配。它可能是石油和天然气的具有成本效益的替代品。在制备浆料之前分离非碳质材料可以将灰分的产生减少到2％。
发展
煤气化既可用于生产化工产品，如合成氨、甲醇、二甲醚等，还可用于煤的直接与间接液化、联合循环发电（IGCC）和以煤气化为基础的多联产等领域。迄今为止，世界上已经商业化的IGCC大型电站，均采用气流床技术，最具有代表性的是以乾煤粉为原料的Shell气化技术和以水煤浆为原料的 气化技术。Shell气化技术即将被引进中国建于洞庭，显现其碳转化率高，冷煤气效率高的优势。

### 化工品的生产
煤炭是生产许多化肥及其它化工产品的重要原料。生产这些产品的主要途径是煤气化产生合成气。直接从合成气生产初级化学产品包括甲醇，氢气和一氧化碳，它们是化工产品的基本成分，从中可以继续生产衍生化学产品的整个化工产品频谱的制造，包括烯烃，乙酸，甲醛，氨，尿素等。作为初级化学品和高价值的衍生产品的前体，合成气的通用性提供了的一种选择，使用相对便宜的煤炭，以产生广泛的有高价值的商品。
从历史上看，煤的化工品生产已经自1950年代已经被使用，并已建立市场。根据2010年的全球气化数据库，在当前的和计划中的气化炉的调查，2004年至2007年化工生产提高了产品的气化份额从37％到45％。从2008年到2010年，22％新增气化炉是被用于化工生产。

## 採礦方法

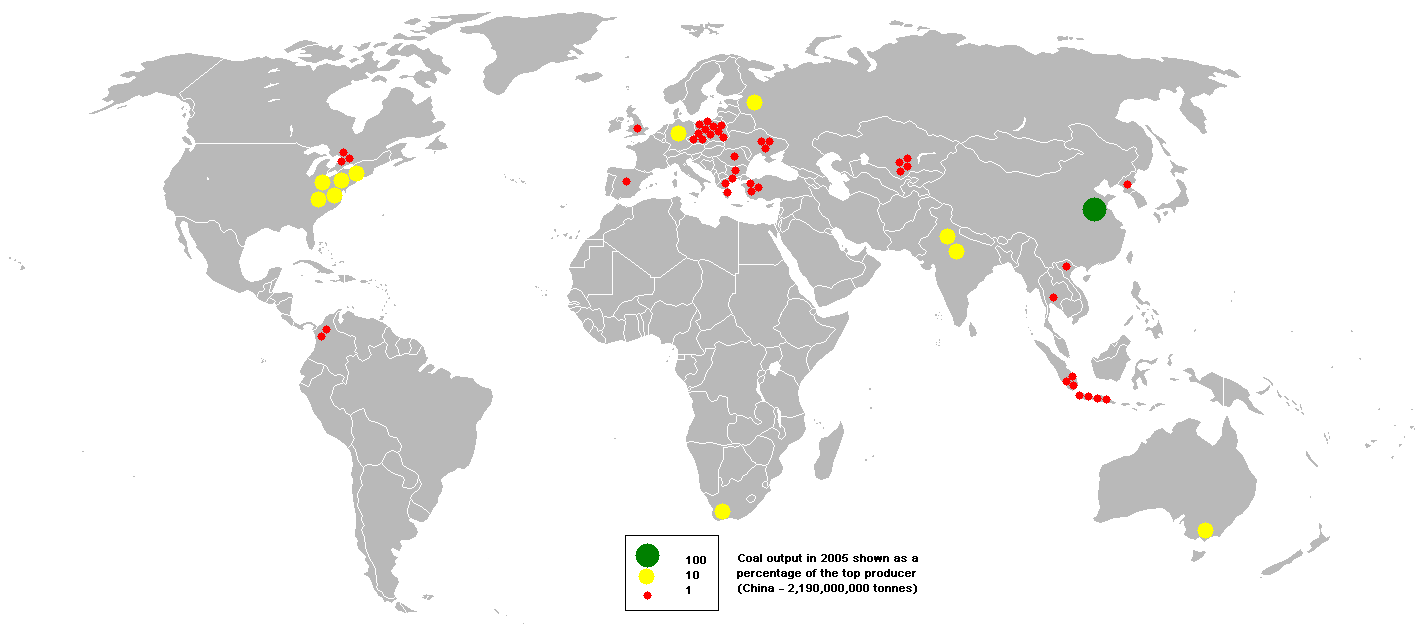
2005年煤炭产量

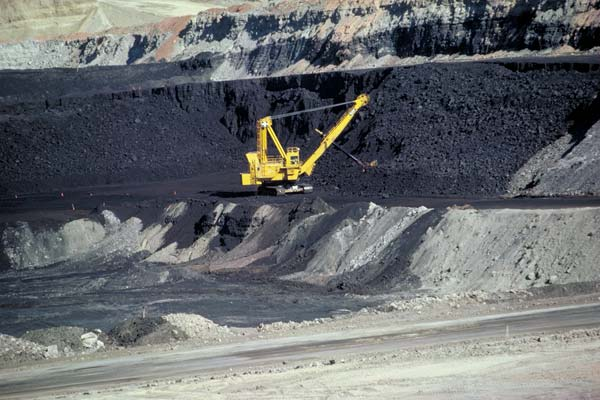
在美国怀俄明州的煤矿，美国拥有世界上最大的煤炭储量。

大部分煙煤和無煙煤均利用深度採煤法所取得，而近代技術已可使用露天採煤法。露天採煤法需動用每小時能移除數百公噸之大型挖土機，移走數百英呎深之表面土層。雖然成本較低及較快挖擴速度，但會破壞環境景觀。一般深度採煤法之深度為數百呎至數千呎，通常需要數個直井作為坑道通風，抽走甲烷並減少礦坑內部之熱與濕度。目前大約90﹪以上的煤田利用機械方式採煤和輸送，因而坑道內之運輸主要依賴輸送帶，其將煤輸送至直井，然後再送出地面予以清洗、分類等處理。

## 淘汰
关闭现有运行的燃煤电厂和防止建造新的燃煤电厂。 目的是减少会导致气候变化的高浓度温室气体的排放。

## 煤矿稀薄程度的形成
一座煤矿的煤层厚薄与这地区的地壳下降速度及植物遗骸堆积的多少有关。地壳下降的速度快，植物遗骸堆积得厚，这座煤矿的煤层就厚，反之，地壳下降的速度缓慢，植物遗骸堆积的薄，这座煤矿的煤层就薄。

## 主要煤炭進口國
下表列出年度煤炭總進口數量達兩千萬短噸以上的國家（和地區），最大的進口國仍為日本、中國大陸及南韓。
| 國家           | 2006  | 2007    | 2008    | 2009    | 2010    | 2011    | 百分比 |
| -------------- | ----- | ------- | ------- | ------- | ------- | ------- | ------ |
| 日本           | 199.7 | 209.0   | 205.9   | 182.1   | 206.7   | 194.1   | 16.4%  |
| 中华人民共和国 | 42.1  | 53.6    | 43.3    | 124.4   | 163.8   | 192.5   | 16.3%  |
|                | 84.1  | 94.1    | 107.1   | 109.9   | 125.8   | 138.2   | 11.7%  |
| 印度           | 52.7  | 59.6    | 67.1    | 83.3    | 64.0    | 86.8    | 7.4%   |
| 中華民國       | 69.1  | 72.5    | 70.8    | 64.7    | 69.9    | 73.5    | 6.2%   |
| 德国           | 50.6  | 56.2    | 54.9    | 45.9    | 55.2    | 49.3    | 4.2%   |
| 英国           | 56.8  | 49.0    | 49.2    | 42.3    | 29.4    | 35.9    | 3.0%   |
| 俄羅斯         | 28.8  | 26.3    | 34.6    | 26.9    | 28.4    | 27.3    | 2.3%   |
| 荷蘭           | 25.8  | 29.3    | 23.6    | 22.1    | 22.8    | 27.2    | 2.3%   |
| 土耳其         | 22.9  | 25.8    | 21.7    | 22.7    | 23.7    | 26.4    | 2.2%   |
| 義大利         | 27.9  | 28.0    | 27.9    | 20.9    | 24.0    | 25.7    | 2.2%   |
| 马来西亚       | 12.0  | 14.7    | 17.0    | 16.0    | 22.9    | 23.7    | 2.0%   |
| 巴西           | 16.4  | 18.1    | 19.0    | 14.2    | 19.5    | 21.8    | 1.8%   |
| 西班牙         | 26.3  | 27.1    | 23.3    | 18.9    | 14.4    | 18.0    | 1.5%   |
| 法國           | 24.1  | 22.1    | 25.0    | 18.2    | 20.8    | 17.3    | 1.5%   |
| 美国           | 40.3  | 38.8    | 37.8    | 23.0    | 20.6    | 14.5    | 1.2%   |
| 加拿大         | 23.9  | 21.2    | 23.5    | 14.6    | 14.7    | 10.8    | 0.9%   |
| 總計           | 990.7 | 1,046.5 | 1,052.4 | 1,024.1 | 1,115.0 | 1,181.1 | 100%   |

## 主要产煤国
储备期仅仅是基于目前的生产水平和探明储量级别显示的国家的一个估计，并不假设未来生产的甚至目前生产的趋势。具有年产量超过100万吨的国家都显示。为了比较，还显示用于欧洲联盟的数据。份额是基于以吨油当量的数据。

德国加茨韦勒露天煤矿。高分辨率全景图。

| 国家           | 2003    | 2004    | 2005    | 2006    | 2007    | 2008    | 2009    | 2010    | 2011    | 份额  | 储备期 (年) |
| -------------- | ------- | ------- | ------- | ------- | ------- | ------- | ------- | ------- | ------- | ----- | ----------- |
| 中华人民共和国 | 1834.9  | 2122.6  | 2349.5  | 2528.6  | 2691.6  | 2802.0  | 2973.0  | 3235.0  | 3520.0  | 49.5% | 35          |
| 美国           | 972.3   | 1008.9  | 1026.5  | 1054.8  | 1040.2  | 1063.0  | 975.2   | 983.7   | 992.8   | 14.1% | 239         |
| 印度           | 375.4   | 407.7   | 428.4   | 449.2   | 478.4   | 515.9   | 556.0   | 573.8   | 588.5   | 5.6%  | 103         |
| 欧洲联盟       | 637.2   | 627.6   | 607.4   | 595.1   | 592.3   | 563.6   | 538.4   | 535.7   | 576.1   | 4.2%  | 97          |
|                | 350.4   | 364.3   | 375.4   | 382.2   | 392.7   | 399.2   | 413.2   | 424.0   | 415.5   | 5.8%  | 184         |
| 俄羅斯         | 276.7   | 281.7   | 298.3   | 309.9   | 313.5   | 328.6   | 301.3   | 321.6   | 333.5   | 4.0%  | 471         |
| 印度尼西亞     | 114.3   | 132.4   | 152.7   | 193.8   | 216.9   | 240.2   | 256.2   | 275.2   | 324.9   | 5.1%  | 17          |
| 南非           | 237.9   | 243.4   | 244.4   | 244.8   | 247.7   | 252.6   | 250.6   | 254.3   | 255.1   | 3.6%  | 118         |
| 德国           | 204.9   | 207.8   | 202.8   | 197.1   | 201.9   | 192.4   | 183.7   | 182.3   | 188.6   | 1.1%  | 216         |
| 波蘭           | 163.8   | 162.4   | 159.5   | 156.1   | 145.9   | 144.0   | 135.2   | 133.2   | 139.2   | 1.4%  | 41          |
|                | 84.9    | 86.9    | 86.6    | 96.2    | 97.8    | 111.1   | 100.9   | 110.9   | 115.9   | 1.5%  | 290         |
| 世界总量       | 5,301.3 | 5,716.0 | 6,035.3 | 6,342.0 | 6,573.3 | 6,795.0 | 6,880.8 | 7,254.6 | 7,695.4 | 100%  | 112         |

## 延伸阅读
[在维基数据编辑]
 《欽定古今圖書集成·博物彙編·草木典·炭部》，出自陈梦雷《古今圖書集成》